# Karel van Hohenzollern-Sigmaringen
Karel Anton Frederik Meinrad Fidelis (Sigmaringen, 20 februari 1785 — Bologna, 11 maart 1853) was van 1831 tot 1848 vorst van Hohenzollern-Sigmaringen. Hij was de zoon van vorst Anton Aloysius en Amalie Zephyrine van Salm-Kyrburg.

## Leven
Hij nam op 17 oktober 1831 de regering van het vorstendommetje Hohenzollern-Sigmaringen over en schonk zijn land op 1 juli 1833 een constitutie die voorzag in een landdag. Vanwege de hoge belastingen (die tussen 1818 en 1848 verzesvoudigd waren) en naar voorbeeld van buurlanden brak in het Revolutiejaar 1848 ook hier een opstand uit. Karel trad daarom af ten gunste van zijn liberaler ingestelde zoon Karel Anton. Hij stierf op 11 maart 1853 te Bologna.

## Huwelijken en kinderen
Karel was sinds 1808 gehuwd met Marie Antoinette Murat (1793-1847), een nicht van Joachim Murat. Uit dit huwelijk werden vier kinderen geboren:
- Caroline (1810-1885), gehuwd met Frederik van Hohenzollern-Hechingen, en in 1850 Johann Stäger von Waldburg (1822–1882)
- Karel Anton Joachim Zephyrinus Frederik Meinrad (1811-1885), huwde met Josefine van Baden
- Amalia Antoinnette Caroline Adriene (1815-1841), gehuwd met Eduard, zoon van Frederik van Saksen-Altenburg
- Friederike Wilhelmine (1820-1906)

In 1848 hertrouwde hij met Katharina Wilhelmine Maria Josepha zu Hohenlohe-Waldenburg-Schillingsfürst (1817-1893).

## Voorouders
| Voorouders van Karel van Hohenzollern-Sigmaringen | Voorouders van Karel van Hohenzollern-Sigmaringen                                                                            | Voorouders van Karel van Hohenzollern-Sigmaringen                                                                            | Voorouders van Karel van Hohenzollern-Sigmaringen                                                                            | Voorouders van Karel van Hohenzollern-Sigmaringen                                                                            | Voorouders van Karel van Hohenzollern-Sigmaringen                                                    | Voorouders van Karel van Hohenzollern-Sigmaringen                                                    | Voorouders van Karel van Hohenzollern-Sigmaringen                                                    | Voorouders van Karel van Hohenzollern-Sigmaringen                                                    |
| ------------------------------------------------- | --- | --- | --- | --- | --- | --- | --- | --- |
| Overgrootouders                                   | Jozef Frederik Ernst van Hohenzollern-Sigmaringen (1702-1769) ∞ Maria Francisca van Oettingen-Spielberg (1703-1737)          | Jozef Frederik Ernst van Hohenzollern-Sigmaringen (1702-1769) ∞ Maria Francisca van Oettingen-Spielberg (1703-1737)          | Frans Wilhelm van den Bergh-Hohenzollern-Sigmaringen (1704–1737) ∞ Maria Catherina Truchsess von Waldburg Zeil (1702 - 1739) | Frans Wilhelm van den Bergh-Hohenzollern-Sigmaringen (1704–1737) ∞ Maria Catherina Truchsess von Waldburg Zeil (1702 - 1739) | Hendrik Gabriel Joseph van Salm-Kyrburg (1721–1799) ∞ Maria Theresia van Croÿ (-)                    | Hendrik Gabriel Joseph van Salm-Kyrburg (1721–1799) ∞ Maria Theresia van Croÿ (-)                    | Maximiliaan Emanuel van Horne (1695-1763) ∞ Maria Theresia Charlotte Bruce (-)                       | Maximiliaan Emanuel van Horne (1695-1763) ∞ Maria Theresia Charlotte Bruce (-)                       |
| Grootouders                                       | Karel Frederik van Hohenzollern-Sigmaringen (1724-1785) ∞ Joanna Josephina Antonia van den Bergh en Hohenzollern (1727-1787) | Karel Frederik van Hohenzollern-Sigmaringen (1724-1785) ∞ Joanna Josephina Antonia van den Bergh en Hohenzollern (1727-1787) | Karel Frederik van Hohenzollern-Sigmaringen (1724-1785) ∞ Joanna Josephina Antonia van den Bergh en Hohenzollern (1727-1787) | Karel Frederik van Hohenzollern-Sigmaringen (1724-1785) ∞ Joanna Josephina Antonia van den Bergh en Hohenzollern (1727-1787) | Filips Jozef van Salm-Kyrburg (1709–1779) ∞ Maria Theresia van Horne (1725-1783)                     | Filips Jozef van Salm-Kyrburg (1709–1779) ∞ Maria Theresia van Horne (1725-1783)                     | Filips Jozef van Salm-Kyrburg (1709–1779) ∞ Maria Theresia van Horne (1725-1783)                     | Filips Jozef van Salm-Kyrburg (1709–1779) ∞ Maria Theresia van Horne (1725-1783)                     |
| Ouders                                            | Anton Alois van Hohenzollern-Sigmaringen (1761-1831) ∞ Amalie Zephyrine van Salm-Kyrburg (1760-1741)                         | Anton Alois van Hohenzollern-Sigmaringen (1761-1831) ∞ Amalie Zephyrine van Salm-Kyrburg (1760-1741)                         | Anton Alois van Hohenzollern-Sigmaringen (1761-1831) ∞ Amalie Zephyrine van Salm-Kyrburg (1760-1741)                         | Anton Alois van Hohenzollern-Sigmaringen (1761-1831) ∞ Amalie Zephyrine van Salm-Kyrburg (1760-1741)                         | Anton Alois van Hohenzollern-Sigmaringen (1761-1831) ∞ Amalie Zephyrine van Salm-Kyrburg (1760-1741) | Anton Alois van Hohenzollern-Sigmaringen (1761-1831) ∞ Amalie Zephyrine van Salm-Kyrburg (1760-1741) | Anton Alois van Hohenzollern-Sigmaringen (1761-1831) ∞ Amalie Zephyrine van Salm-Kyrburg (1760-1741) | Anton Alois van Hohenzollern-Sigmaringen (1761-1831) ∞ Amalie Zephyrine van Salm-Kyrburg (1760-1741) |
| Karel van Hohenzollern-Sigmaringen (1785-1853)    | | | | | | | | |